# Asensio Julià
Pour les articles homonymes, voir Asensio.
Asensio Julià i Alvarracín, surnommé el Pescadoret et connu comme Asensio Julià, né à Valence (Espagne) le 8 novembre 1760 est probablement mort à Madrid le 22 février 1832 , est un peintre et graveur espagnol.
Son talent a été reconnu très tard, mais grâce à son étroite relation avec son maître et ami Francisco de Goya, mais également et surtout par son attribution temporaire du célèbre tableau Le Colosse, plus tard attribué à un disciple de Goya indeterminé avant d'être à nouveau réattribué à Goya. Il suit le même parcours pictural que ce dernier, qui commence par le romantisme.

## Biographie

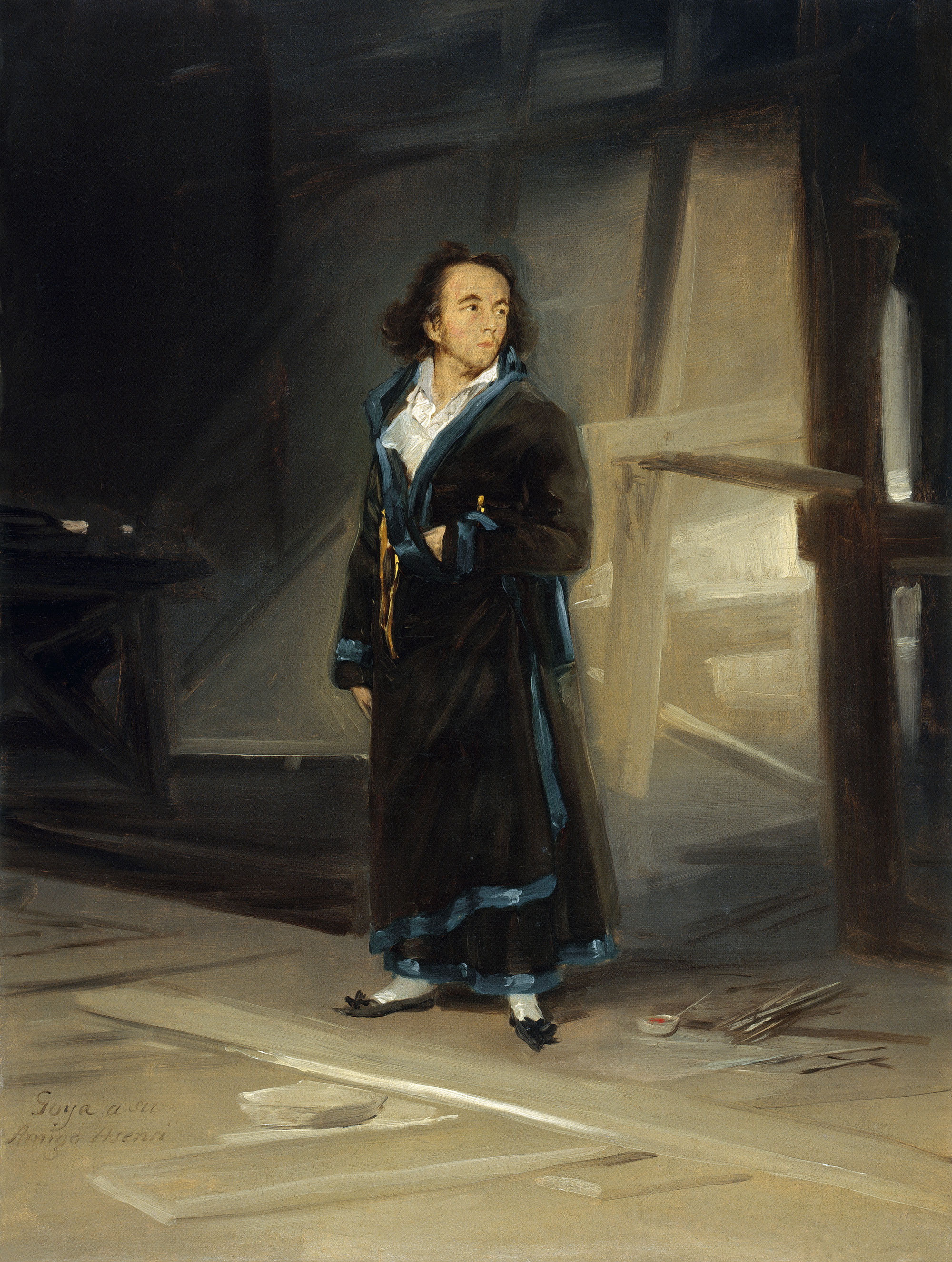
Portrait d'Asensio Juliá, « El Pescadoret », ca. 1798, huile sur toile de Francisco de Goya (Musée Thyssen-Bornemisza, Madrid).

Il naît en 1760 dans le quartier portuaire du Cañamelar à Valence (Espagne). Il semble qu'il soit fils de pêcheurs, ce qui lui vaut le surnom de « Pescadoret » (petit pêcheur, en valencien). Il est baptisé à Notre Dame du Rosaire, aujourd'hui disparue.
Il entre à l'Académie royale des beaux-arts de San Carlos de Valence à 11 ans, en 1771, et y étudie jusqu'en 1775. À 19 ans, avant de consacrer sa vie à la peinture, il s'embarque un an et demi pour lutter contre les pirates Berbères sur les côtes de l'Afrique du nord. Il abandonne cependant à cause de sa surdité.
Il déménage ensuite à Madrid, où il travaille avec un autre peintre valencien, Mariano Salvador Maella, et à travers qui il entrera en contact avec Francisco de Goya. Il deviendra l'un de ses plus proches disciples. Sa première activité connue est celle de professeur au studio de la Merced, établissement dépendant de l'Académie royale des beaux-arts de San Fernando, en 1783, selon un document où il apparaît également qu'il postule pour continuer ses études dans cette institution.

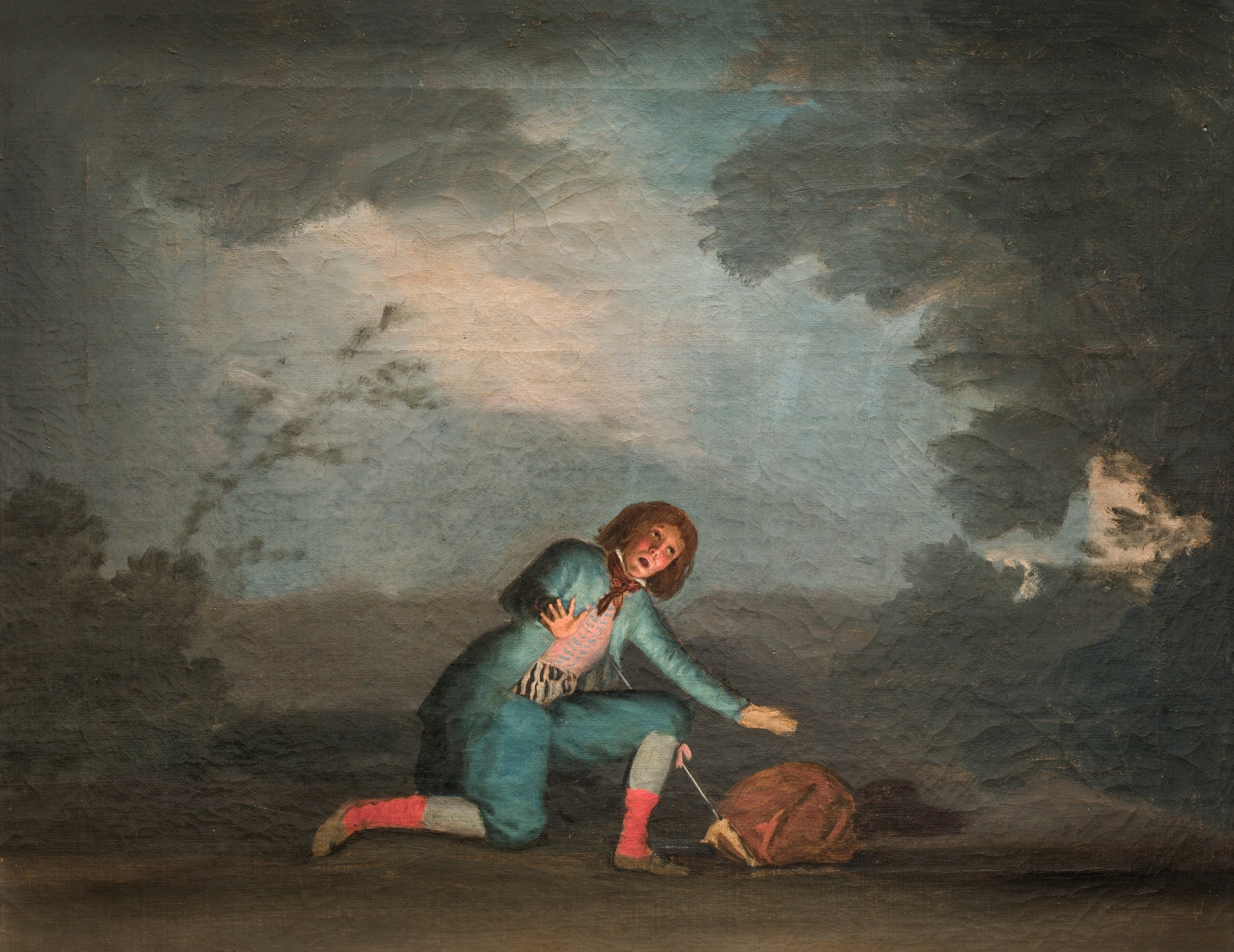
Escena de una comedia, ca. 1798, huile sur toile pour la (Musée du Prado, Madrid).

Il occupera le poste de Directeur adjoint de l'École royale de la Merced de Madrid, dirigeant la section « Ornementation ».
Vers 1790, Asensio Julià vivait dans une baraque au bord de la plage de Cabañal, à 500 mètres de la maison du marquis de La Romana — à qui il prêtait ses services — et où Goya est venu s'installer quelque temps pour se reposer avec son épouse, convalescente. Selon Gil Salinas, le premier contact entre les deux peintres a eu lieu ainsi ; dans la correspondance entre Goya et son ami Martín Zapater, une lettre du 5 août 1789 dit « On m'a présenté ici Asensio, qui souhaite obtenir l'examen dans cette Académie de Maître d'œuvre, et qui m'a apporté sa lettre de recommandation. » On a affirmé à plusieurs reprises que l'homme ainsi mentionné était précisément Asensio Julià, interprétant que l'allusion à lui avait été faite en tant que peintre et « professeur d'ornementation » et non en tant que Maître d'œuvre, mais Ansón Navarro a pu démontrer que Goya faisait référence à l'architecte aragonais Joaquín Asensio Martínez, effectivement recommandé par Zapater, qui passerait l'examen de Maître d'œuvre à l'Académie quatre jours seulement après la date de la lettre.
En 1798, Goya reçoit l'une des commandes les plus importantes de sa carrière : la décoration de la fresque de l'église San Antonio de la Florida de Madrid. La surdité du peintre est de pire en pire et sa santé est très instable, se fatiguant souvent. C'est ainsi qu'il emploie son meilleur élève pour ce travail : Asensio Julià.

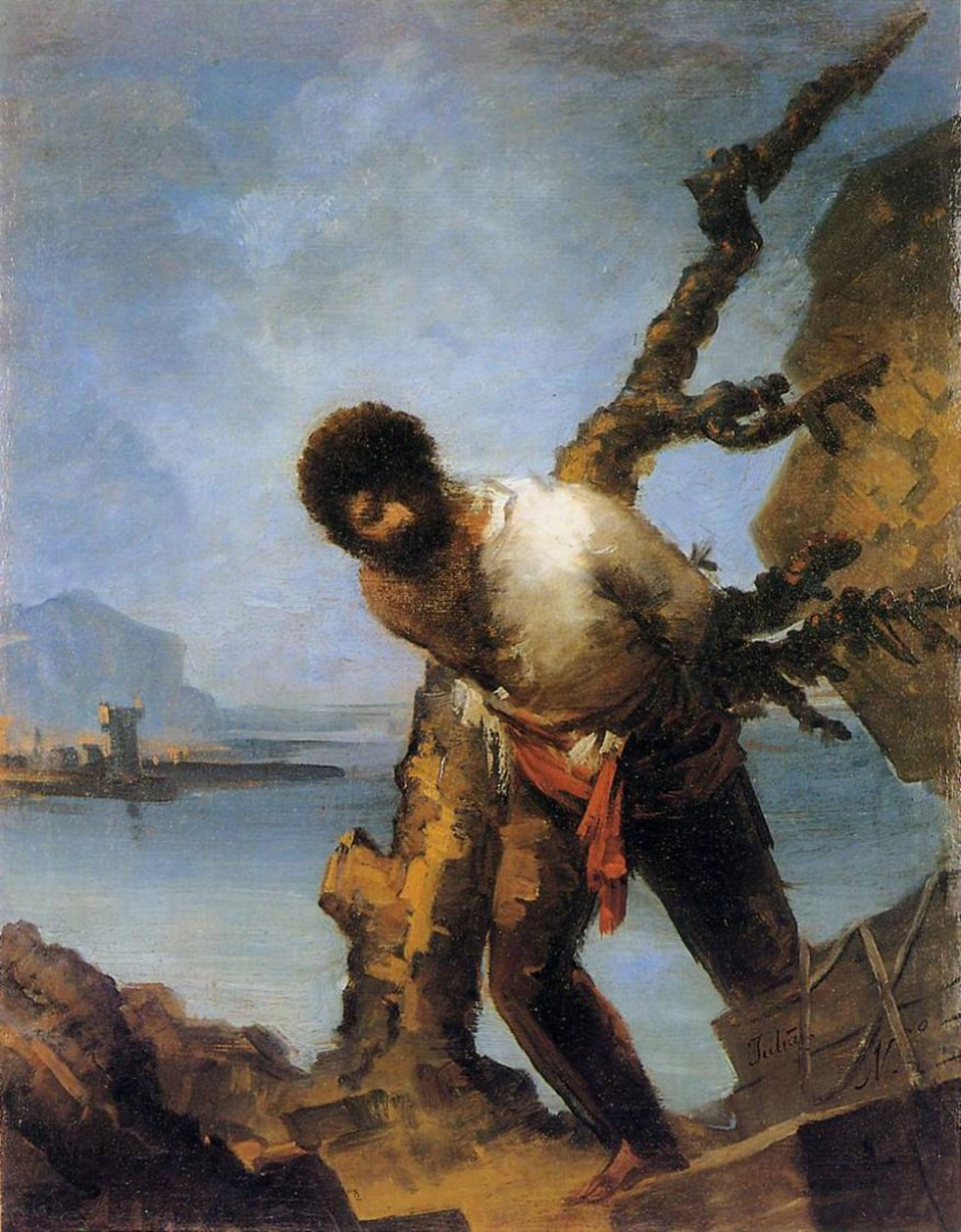
El náufrago ou El contrabandista, ca. 1815, huile sur toile (Musée des beaux-arts de Valence).

Goya peint un portrait de lui à ce moment-là, dans lequel on peut remarquer la dédicace dans l'angle inférieur gauche de la toile : « Goya à son ami Asensi ». Cette inscription indique le degré d'amitié que Goya a dû avoir pour son assistant, en plus du fait qu'il lui a fait trois portrait, ce qui est exceptionnel. Dans ce portrait, on voit Asensio Julià avec une robe de chambre élégante dans un atelier de peinture, entouré d'échafauds — probablement ceux utilisés à San Antonio — et de pinceaux à ses pieds. La forte lumière qui pénètre dans la pièce par la droite illumine le petit personnage, mettant en valeur le visage hautain. Le coup de pinceau employé est léger, à base de rapides touches de couleurs qui semblent anticiper l'impressionnisme. On connaît par ailleurs un autre portrait postérieur, attribué à Goya, qui porte la signature « Pr. Fr. Goya 1814 ». Une date qui semble indiquer qu'ils sont restés en contact au moins jusqu'à cette date-là.
On ne possède aucune information sur d'éventuels épouse et enfants, et il n'est pas non-plus documenté qu'il soit mort à Madrid, où il a développé la plus grande partie de sa trajectoire professionnelle. Il est comparé à Agustín Esteve, lui aussi un artiste talentueux qui est resté dans l'ombre du génie. On devine qu'il s'agit de quelqu'un de peu ambitieux, satisfait par les commandes qu'il recevait de la bourgeoise. La volubilité de sa signature — tour à tour « A.Juliá », « Asensi Julià », « Asensi Chuliá » ou sans signature — semble démontrer sa modestie.

## Œuvre

### Legs artistique

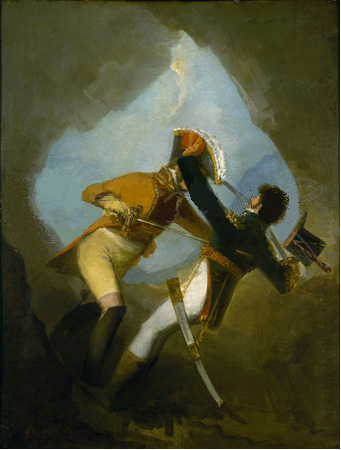
El Ajusticiado, huile sur toile (collection privée).

L'œuvre picturale connue d'Asensio Julià est de petite taille, avec des thèmes militaires et allégoriques. On lui connaît des personnages dramatiques comme El Ajusticiado (« La Victime »), attribué au début du XXe siècle à Goya, et El Náufrago (« Le Naufragé », également appelé El Contrabandista — « Le Contrebandier »), donné par son auteur à l'Académie de San Carlos de Valence en 1816. Ces thématiques sont à mettre en relation avec des sujets similaire que Goya a utilisé dans quelques-unes de ses peintures.
On lui a attribué plusieurs portraits de militaires étrangers de la guerre d'indépendance espagnole. Sont également connus le Retrato de José Camarón y Meliá (« Portrait de José Juan Camarón y Meliá ») et Martincho desde la mesa (« Martincho depuis la table »). Il a réalisé plusieurs dessins qu'a gravé Rafael Esteve, un autre valencien dont Goya a fait le portrait, et avec qui il a travaillé à plusieurs reprises.
Enfin, Asensio Julià est également connu comme copiste de Goya ; deux copies de Goya et son médecin lui sont attribuées.

### La polémique surLe Colosse

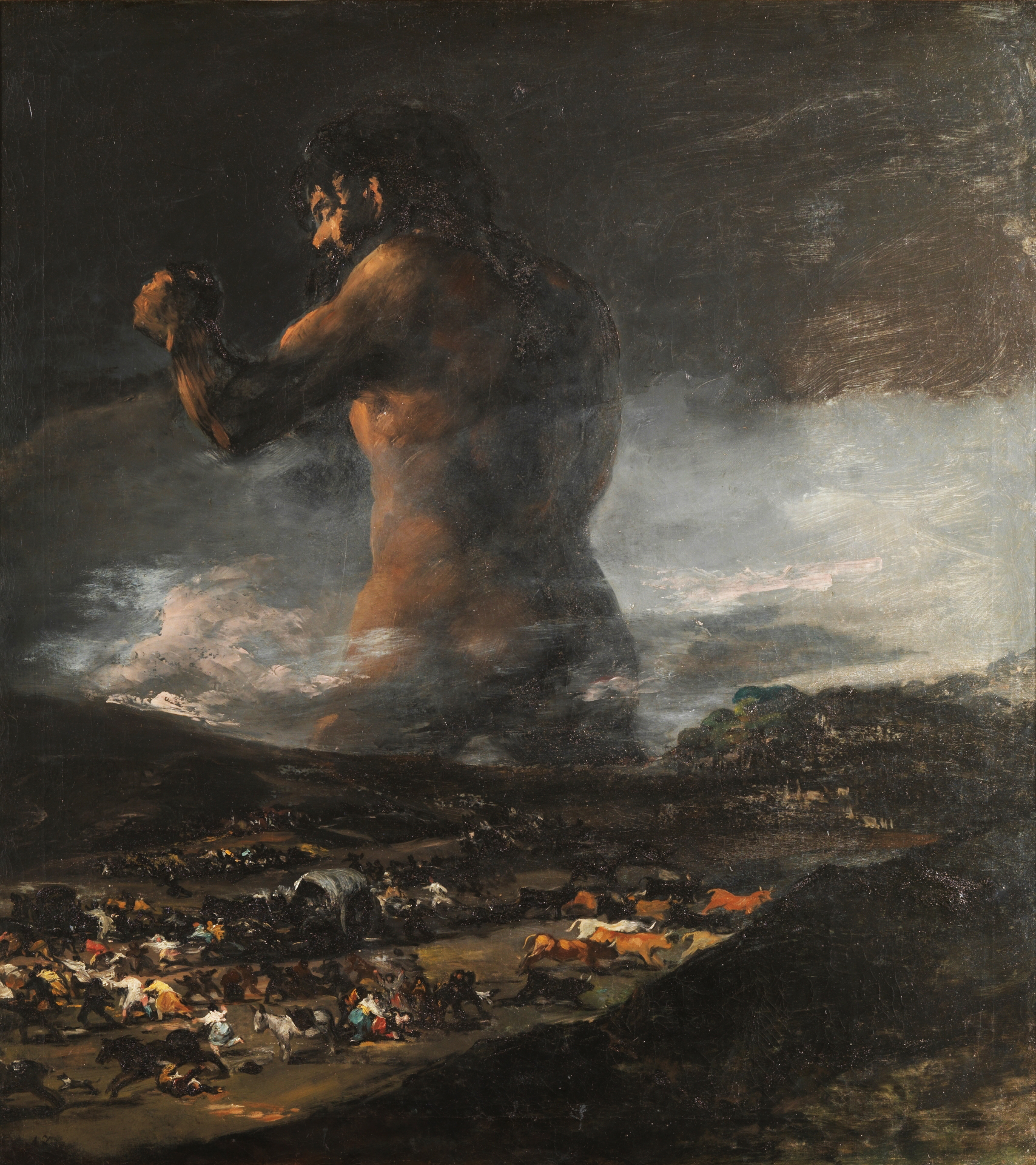
Le Colosse, après 1808, huile sur toile, (Musée du Prado, Madrid).

Le Colosse est l'un des tableaux les plus emblématiques de la guerre d'indépendance et était l'une des œuvres clés de la production de Francisco de Goya. Le 24 juin 2008, le journal ABC publie que deux des chefs de section de Conservation du Musée du Prado ont exposé leurs doutes concernant la paternité de cette toile en précisant que son auteur pourrait être Asensio Julià, sur la base d'une interprétation de caractères en bas du tableau, comme étant « A J », les initiales du peintre valencien.
Cependant, cette théorie est rejetée par plusieurs experts, dont Nigel Glendinning, et la paternité reste incertaine est débattue.
L'année suivante, un nouveau rapport du Prado attribue l'œuvre à un « suiveur de Goya » indéterminé : Manuela Mena explique qu'il faudrait encore mener davantage d'études, notamment sur l'œuvre d'Asensio Julià.
En 2021, tandis que la collection des œuvres du XIXe siècle de l'institution est réaménagée, le catalogage du tableau change et le tableau est à nouveau officiellement attribué à Goya.